# Chamaesaura aenea
Espèce
Synonymes
- Cricochalcis aenea Fitzinger, 1843
- Chamaesaura miodactyla Günther, 1880

Chamaesaura aenea est une espèce de sauriens de la famille des Cordylidae.

## Répartition
Cette espèce se rencontre en Afrique du Sud et en Eswatini.

## Description
Cette espèce a des membres réduits. Elle est ovovivipare.

## Étymologie
Le nom spécifique aenea vient du latin aeneus, de cuivre, de bronze, d'airain, en référence à la couleur de ce saurien.

## Publication originale
- Fitzinger, 1843 : Systema Reptilium, fasciculus primus, Amblyglossae. Braumüller et Seidel, Wien, p. 1-106 (texte intégral).